# Hebecephalus borealis
Hebecephalus borealis är en insektsart som beskrevs av Delong och Davidson 1935. Hebecephalus borealis ingår i släktet Hebecephalus och familjen dvärgstritar. Inga underarter finns listade i Catalogue of Life.